# ブガッティ・EB18/3シロン
ブガッティ・EB18/3シロン（The Bugatti 18/3 Chiron）は、フランスの自動車メーカーであるブガッティ・オートモービルズが開発し、イタルデザインのファブリツィオ・ジウジアーロがデザインした1999年のコンセプトカーである。
6.3 L W18エンジンを搭載した2人乗りのミッドエンジンクーペである。18/3 シロンは、1998年のブガッティEB 118クーペ、1999年のブガッティEB 218サルーンに続く、イタルデザインによるブガッティコンセプトカー3台のうち最後の車であった。
シロンの名称は、2016年にブガッティ・ヴェイロンの後継車にも再び使用された。

## 名前の由来
車名の18/3は「W18気筒エンジンのバンクが3つある」と言う意味で、シロンというのはかつてブガッティで活躍したレースドライバー「ルイ・シロン」（Louis Chiron）から来ている。

## 解説
1999年のフランクフルトモーターショーで公開された。

### デザイン

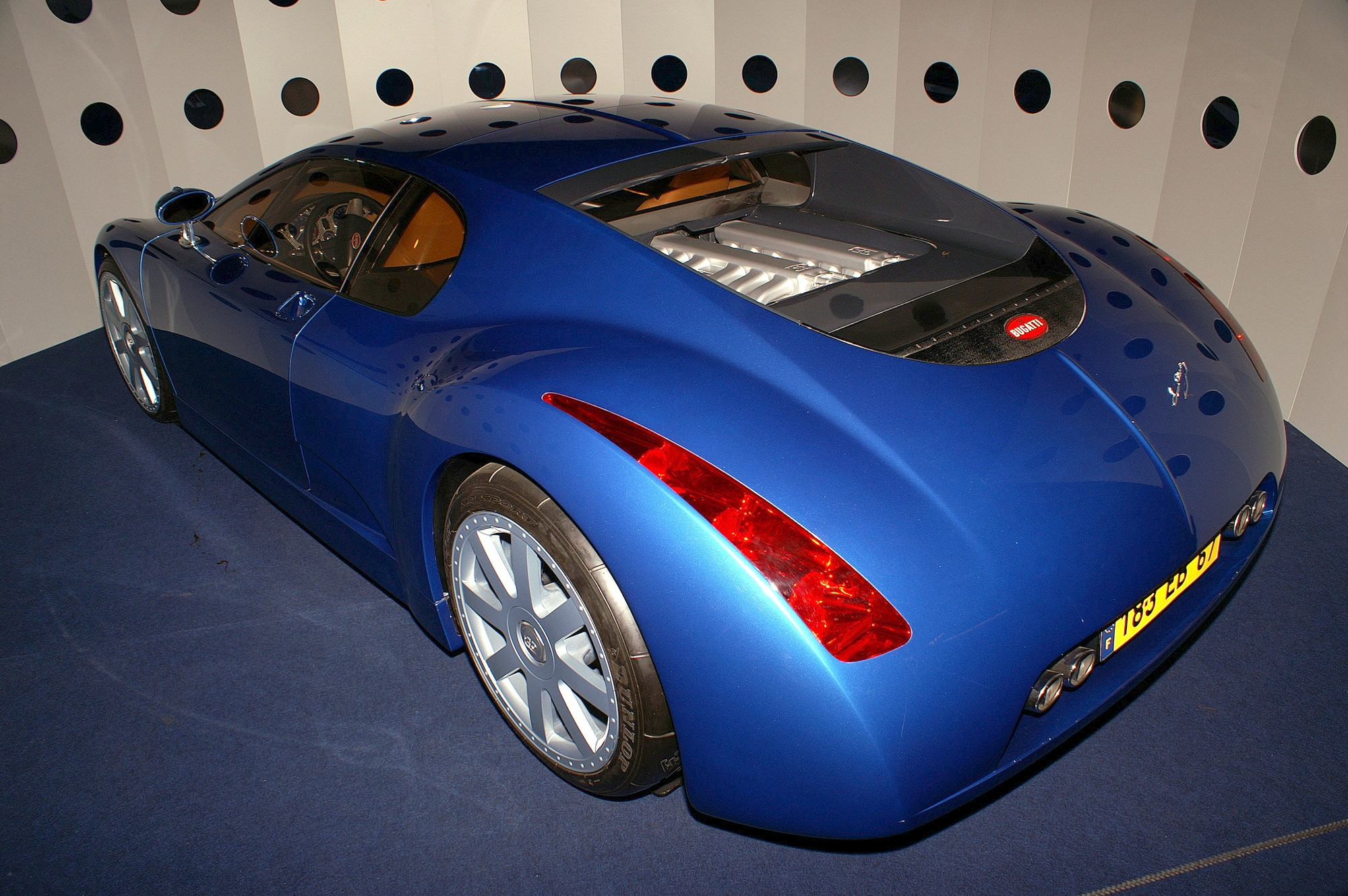
後方3/4ビュー

### エンジンとシャーシ

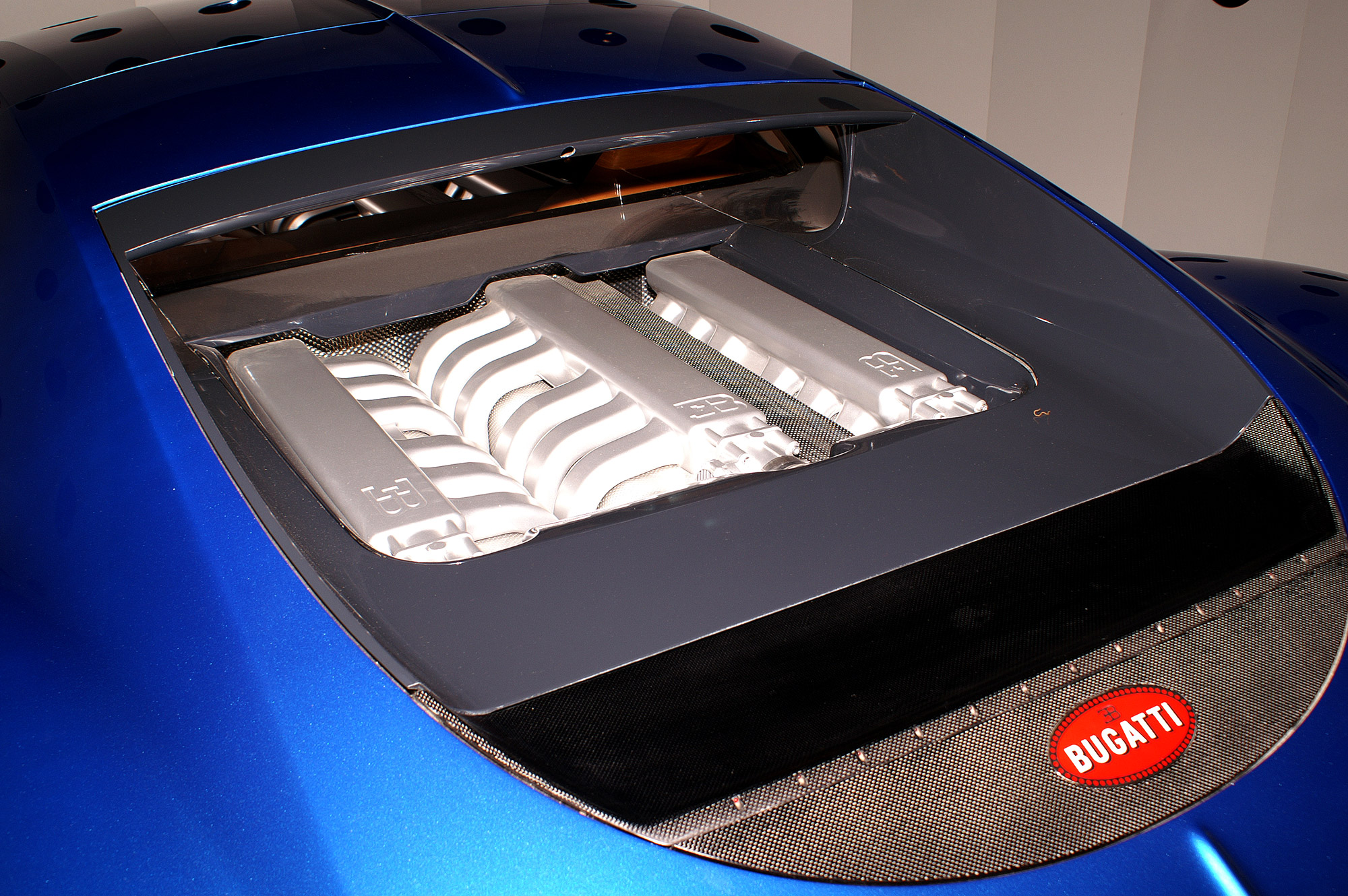
W18エンジンの露出した吸気マニホールド